# افسریه
اَفسَریه یکی از محله‌های جنوب شرق شهر تهران است.
این محله از غرب به بزرگراه بسیج، از جنوب به شهرک والفجر، از شمال به خیابان رحیمی (خیابان ۴۶) و از شرق به قصر فیروزه و کوه و از جنوب شرقی به سه‌راه افسریه و مسعودیه می‌رسد. نام‌گذاری این محله به افتخار دارنده نخستین زمین‌های آن، «افسر الملوک» انجام گرفته‌است. او سال‌ها پیش زمین‌های خود در منطقه افسریه را در بخش‌های ۱۲۰ مترمربعی به خریداران واگذار کرد.

## جغرافیا و معماری شهری
محله افسریه دارای شبکه خیابان‌های متقاطع و منظم است. این محله از سه خیابان اصلی شمالی-جنوبی با نام‌های ۱۵ متری اول، ۱۵ متری دوم و ۱۵ متری سوم و نیز یک خیابان شرقی-غربی با نام ۲۰ متری افسریه تشکیل شده‌است و در میان این خیابان‌ها از جنوب تا شمال دارای ۴۵ کوچه منظم است.
افسریه در تقسیم‌بندی سنتی، به دو بخش افسریه بالا یا شمالی و افسریه پایین یا جنوبی تقسیم شده‌است. افسریه بالا از شمال به خیابان شهید رحیمی و پادگان سپاه، از جنوب به خیابان شهید ترابی (خیابان ۱۸)، از شرق به شهرک شهید بهشتی و خیابان برادران شهید نیکوعمل و از غرب بهراه بزرگ بسیج محدود می‌شود.
افسریه را می‌توان به عنوان نخستین محله از نظر مهندسی شهرسازی در تهران در بدو تأسیس نام برد؛ این محله از محله‌هایی در تهران است که از سیستم کدینگ در نام‌گذاری خیابان‌ها استفاده شده و آدرس‌دهی در این محله به‌صورت شماره خیابان و پلاک هست به عنوان مثال افسریه خیابان ۳۱ پلاک ۷۱.
طراحی این محله براساس قطعات ۱۲۰ متری در کل محل یکسان بوده‌است و از این بابت نیز در تهران جز معدود محلات با این خصوصیت است و در ابتدا صرفاً به عنوان محله‌ای ویلایی در یک طبقه بنیان‌گذاری شده بود. از نکات ریز در پیش‌بینی‌های انجام شده در بدو تأسیس این محله، می‌توان به عرض ۶ متر بر زمین‌ها اشاره کرد که پیش از انقلاب در پارکینگ دو همسایه کنار هم، حتماً می‌بایست یکی سمت چپ ملک قرار گیرد و دیگری سمت راست قرار گیرد؛ با این ترفند ساده شهرداری پیش از انقلاب، به راحتی ایجاد جای یک پارک ماشین در خیابان را بین دو همسایه جانمایی نمود که متأسفانه بعد انقلاب اصلاً به این موضوع دقت نگردید و منجر به کمبود شدید جای پارک شد.
نخستین مدرسه ساخته شده در افسریه، مدرسه جمهوری اسلامی می‌باشد؛ این بنا در دهه ۳۰ ساخته شده که آن زمان، کمتر کسی در این منطقه ساکن بوده‌است. این منطقه پس از تجربه بد شهرسازی در مناطقی مانند نظام‌آباد، سر آسیاب، خراسان، مناطق شمالی تهران و… که عمدتاً دارای کوچه‌های تنگ و باریک بود، در ابتدای امر همراه با مناطق تهرانپارس و نارمک، منطبق با استانداردهای روز شهرسازی طراحی گردید.
افسریه نخستین محله بعد از انقلاب است که دارای گاز شهری گردید.
از دیگر ویژگی‌های این محل وجود بازار و مغازه‌های گوناگون می‌باشد. بازار افسریه جزء پُر رونق‌ترین بازارهای تهران می‌باشد.

## اقتصاد و خرید
وجود دستفروشان در محله، باعث مشکل‌هایی برای ترابری همگانی شده‌است.

### پوشاک
بر پایه گزارش ۱۳۹۷، پوشاک به ویژه پوشاک زنانه چون لگ، مانتو، چکمه زنانه، جین و... در محله نسبت به محله‌های غربی تهران، بسیار ارزان‌تر بوده‌است و محله برای فروش این پوشاک شناخته شده‌است.
برخی پاساژها و بوتیک‌های محله، در سطح شهر تهران، آوازه‌ای دارند.

### بازی‌های ویدئویی
فروش و اقتصاد بخش بازی‌های ویدئویی در محله پس از ورود کنسول‌های نسل هشتم، به ویژه در دهه ۲۰۱۰ و ۲۰۲۰ به شکی چشمگیر افزایش یافت و فروشگاه‌های بسیاری به فروش بازی‌های ویدئویی و سرویس‌های آنلاین رو آوردند.

## ترابری
محله دارای خیابان‌هایی منظم است.
بر پایه گزارشی در سال ۱۳۹۷، این محله بسیار شلوغ و پرترافیک گزارش شده‌است. با این وجود، محله دارای خط‌های تاکسی است که به آسان‌تر کردن ترابری در آن، کمک کرده‌اند.
دسترسی به متروی تهران، با خط‌های تاکسی از محله ممکن است.

## سه‌راه افسریه
سه‌راه افسریه، نام تقاطعی قدیمی در شهر تهران و در مجاورت محله افسریه است. این تقاطع، به جهت قرار گرفتن در مسیر حرکت اکثر مسافران تهرانی که قصد ترک تهران به سمت شرق را دارند و همچنین به عنوان دروازه ورودی تهران، حائز اهمیت بود.
این سه‌راه، از طرفی به سمت جاده تهران-مشهد، از طرف دیگر به بزرگراه بسیج و از طرفی به اتوبان بعثت منشعب می‌شد. به عبارت دیگر، سه بزرگراه اصلی تهران (بزرگراه‌های افسریه، بعثت و جاده تهران-مشهد) در این نقطه به هم متصل می‌شدند. پس از راه‌اندازی بزرگراه آزادگان و تغییر نام اتوبان افسریه به بسیج، پل بسیج جایگزین این سه‌راه شد ولیکن در اصطلاح عموم همچنان با نام سه‌راه افسریه شناخته می‌شود.